# Алхамбра (Калифорния)
Алха́мбра (исп. Alhambra) город в округе Лос-Анджелес, штат Калифорния. По данным 2010 года численность населения этого города составляет 83 089 человек.

## История

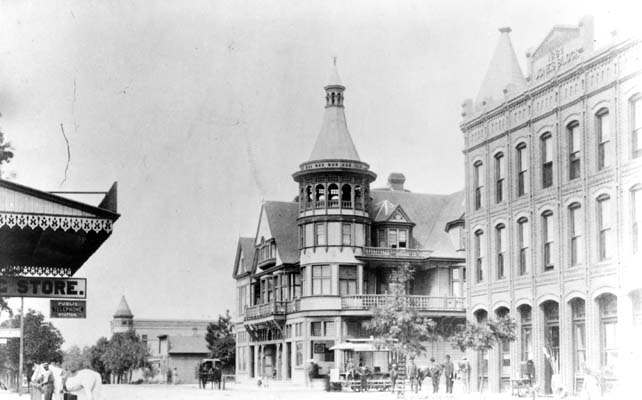
Город Алхамбра, пересечение улиц Мейн и Гарфилд, 1890 год

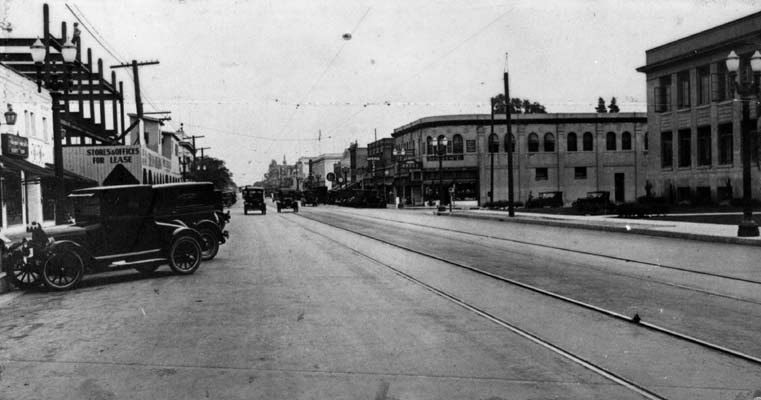
Город Алхамбра, 1920 год

Город Алхамбра получил своё название после выхода книги «Альгамбра» Вашингтона Ирвинга, а не в честь одноимённого дворца в Испании.
Изначально Алхамбра являлась невключённой территорией в середине XIX века, но 11 июля 1903 года получила статус города и стала пригородом Лос-Анджелеса. Высшая школа Алхамбры была основана пятью годами ранее — в 1898 году, а городской пожарный департамент, напротив, тремя года позже — в 1906-м.
Центром торговли и деловым районом города с 1895 года является пересечение улиц Мейн и Гарфилд.
За годы своего существования Алхамбра испытала на себе несколько волн прилива иммигрантов: итальянцев в 1950-х, мексиканцев в 1960-х и китайцев в 1980-х.
Общая площадь города составляет 19,7 км². Из-за притока иммигрантов численность населения и по сей день продолжает расти: 54 800 человек в 1960 году и 85 949 в 2008-м.
Алхамбра располагает всем комплексом городских услуг: от охрана правопорядка и пожарной безопасности до библиотек и уборки улиц.

## География
Алхамбра граничит с Саут-Пасадиной на северо-западе, с Сан-Марино — на севере, с Сан-Гейбриелом — на востоке, с городом Монтерей-Парк — на юге, а также с двумя районами Лос-Анджелеса — на западе.

## Демография
По данным переписи населения 2010 года в городе проживает 83 089 человек. Плотность населения составляет 4 347,7 человек на км². Расовый состав выглядит следующим образом: 52,9% азиатов, 28,3% белых, 16,5% других рас, 1,5% афроамериканцев, 0,6% индейцев, 0,1% жителей тихоокеанских островов.
| Год  | Население |
| ---- | --------- |
| 1900 | 800       |
| 1940 | 38 900    |
| 1950 | 51 400    |
| 1960 | 54 800    |
| 1970 | 62 100    |
| 1980 | 64 600    |
| 1990 | 82 100    |
| 2000 | 85 804    |